# The Lego Movie: 4D - A New Adventure
The LEGO Movie: 4D - A New Adventure (2016) es un corto animado de Legoland en 4-D, dirigido por Rob Schrab y rodado poco después del primer filme, The Lego Movie.

## Argumento
El corto comienza con Emmet, Wyldstyle, Unikitty, Benny y Metalbeard reuniéndose a llegar a Legoland, pero Emmet y Wyldstyle descubren que en realidad son invitados a Brick World, un parque de diversiones creado por Risky Business. En la entrada, se asustan con la llegada de un microbot, pero resulta ser de una broma de Risky Business. Ellos lo confunden como Lord Business, pero él revela que es el hermano de Lord Business. Entran al parque y todos se emocionan con las atracciones basadas en la película. Unikitty, Metalbeard y Benny corren hacia los juegos sin Wyldstyle y Emmet. Risky le presenta a Emmet, su atracción que es el salón de living del apartamento de Emmet, que resulta que no es emocionante como Emmet esperaba. Wyldstyle decide llevar a Emmet a su atracción de la motocicleta para animarlo, y mientras tanto, Risky entra a su oficina donde le pide a su robots agarrar los pases VIP (que resultan ser collares controlativos) y Benny, Metalbeard y Unikitty terminan siendo controlados por los collares. Emmet y Wyldstyle son perseguidos por los robots de Risky, salen de la atracción y entran al salón de Risky quien revela su plan, mostrando que son vistos por la audiencia. Wyldstyle ve al microbot que Risky uso en la entrada y decide usarlo para atacar. Emmet lo ayuda distrayendo a todos con su canto de Opera. Wyldstyle se sube del microbot pero Metalbeard controlado lo destruye con su cañón. Al creer que nada puede salvarlo, Emmet y Wyldstyle recuerdan a la audiencia y los ayuda a buscar piezas de diferentes colores creando un microbot que destruye a los robots y quitan los collares VIP a Benny, Metalbeard y Unikitty. Risky, al ver que su plan ha fallado, trata de escapar pero es detenido por un policía por crear un falso parque temático. Emmet pregunta quién había llamado a la policía y un hombre de la audiencia contesta que él fue. El cortometraje termina que Emmet, Wyldstyle y los demás los invitan a Legoland y todos llegan y quedan emoconados en una imagen congelada.

## Reparto
- A.J. LoCascio como Emmet Brickowski, un obrero constructor y maestro constructor protagonista de la película The Lego Movie. Chris Pratt no retoma el papel del personaje debido a que no estaba disponible, pero confirmó que quiere volver a interpretar a Emmet en la secuela.
- Elizabeth Banks como Lucy "Wyldstyle", una maestra constructora hiperactiva y novia de Emmet. Elizabeth Banks fue confirmada como los otros actores para interpretar el personaje como lo hizo en LEGO Dimensions.
- Alison Brie como Princesa Unikitty, una gatita unicornio gobernante de Cloud Cooko Land.
- Charlie Day como Benny, un astronauta de los años 80 que ama las naves espaciales y la tecnología.
- Patton Oswalt como Risky Business, el hermano de Lord Business y creador de Brick World, un parque de diversiones que resulta ser parte de su plan.
- Nick Offerman como Metalbeard, un pirata robot que es parte de los maestros constructores.
- David Burrows como Robots de Risky Business, robots que hacen el trabajo de Risky Business.
- Rob Schrab como Hombre del escenario
- Adam Pava como Policía de Legoland